# Ramón Ayestarán
Ramón Ayestarán (1912, Flores - octubre de 1957) guitarrista uruguayo.

## Biografía
En su infancia se radicó en Montevideo, donde recibió clases de música con Carlos Estrada y José Tomás Mujica, además de clases de guitarra de parte de Julio Martínez Oyanguren.
Como ejecutante de guitarra, llevó a cabo giras artísticas por Brasil y Argentina. En este último participó de una temporada de conciertos radiales, la cual debió prolongarse debido a su éxito por dos meses. Asimismo brindó conciertos en distintos países europeos. En 1941 comenzó a darle clases musicales a quien se convertiría en 1948 en su esposa y fuera conocida comúnmente como Lola Gonella de Ayestarán.
Hacia 1951 publicó con el sello Sondor varios discos de 78 RPM en los que transcribió y arregló para una o dos guitarras obras representativas de autores de distintas épocas, como Johann Sebastian Bach, Gilardo Gilardi, Abel Fleury o Niccolò Paganini.
Murió en octubre de 1957 cuando se encontraba preparando el estreno de Concierto en modo frigio, que le dedicara especialmente su autor, Eduardo Grau, y con el que Ayestarán había colaborado en la realización técnico-instrumental de la parte solista.

## Discografía
- Sonatina / Bourrée y museta (Sondor 15015. ca. 1951)
- Vidala / Mudanzas (Sondor 15016. ca. 1951)